# Raveniola songi
Raveniola songi Zonstein & Marusik, 2012 è un ragno appartenente alla famiglia Nemesiidae.

## Etimologia
Il nome proprio della specie deriva dall'aracnologo cinese Song Daxiang (1935-2008), per i suoi molteplici contributi allo sviluppo dell'aracnologia in Cina.

## Caratteristiche
L'esemplare maschile ha lunghezza totale 13,50 mm; il cefalotorace è lungo 5,10 mm x 4,24 mm di larghezza.

## Distribuzione
La specie è stata reperita in Cina: l'olotipo maschile è stato rinvenuto nei pressi delle Shinga Mountains, a 15 chilometri da Zhongdian, nella provincia dello Yunnan

## Tassonomia
Al 2013 non sono note sottospecie e dal 2012 non sono stati esaminati nuovi esemplari.